# Тлибишинский сельсовет
Тлибишинский сельсовет — административно-территориальная единица и муниципальное образование со статусом сельского поселения в Ахвахском районе Дагестана Российской Федерации.
Включает сёла: Тлибишо и Тлиси, административный центр — село Тлибишо.

## Население
| 2002  | 2010  | 2012  | 2013  | 2014  | 2015  | 2016  |
| ----- | ----- | ----- | ----- | ----- | ----- | ----- |
| 1168  | ↘1152 | ↘1137 | ↗1143 | →1143 | ↗1145 | ↗1179 |
| 2017  | 2018  | 2019  | 2020  | 2021  | 2023  | 2024  |
| ↗1193 | ↗1215 | ↗1220 | ↗1223 | ↘1213 | ↗1228 | ↗1241 |
| 2025  |       |       |       |       |       |       |
| ↗1246 |       |       |       |       |       |       |

Население сельсовета - багвалинцы

## Население входящих сёл
| № | Населённый пункт | Тип населённого пункта       | Население |
| - | ---------------- | ---------------------------- | --------- |
| 1 | Тлибишо          | село, административный центр | ↘896      |
| 2 | Тлиси            | село                         | ↗317      |

## Достопримечательности
- Мечеть (XIX в.).
- Круглая башня (XVI—XVIII вв.) и две прямоугольные (XVI—XVIII вв.).
- Родник.
- Мусульманское кладбище (к западу от с.).